# Вагнер, Юлий Николаевич
 Ю́лий Никола́евич Ва́гнер  (13 декабря 1865 — апрель 1945, Сербия или Австрия) — русский зоолог, сын зоолога Николая Петровича Вагнера.

## Биография
Родился в Неаполе, где в то время работал его отец. В 1866 году Вагнеры вернулись в Россию и несколько лет жили в Казани, потом переехали в Петербург. Среднее образование Юлий получил в VIII Санкт-Петербургской гимназии. В 1884 году поступил в Санкт-Петербургский университет на физико-математический факультет по естественному разряду.
В 1888 году окончил курс кандидатом. С 1889 года состоял хранителем Зоотомического кабинета Санкт-Петербургского университета. В лаборатории Зоотомического кабинета начал занятия в 1885 году под руководством К. С. Мережковского.
Летом 1887 года принял участие в Беломорской экскурсии своего отца и работал над гидромедузами Соловецкого залива. Летом 1888 года от Санкт-Петербургского общества естествоиспытателей снова был отправлен в командировку на Соловецкую биологическую станцию, где он работал над эмбриологией брюхоногих слизней. В 1889 году работал по эмбриональному развитию расщеплённых раков (Malacostraca из отряда Mysida). В 1890 году сдал экзамен на магистра зоологии, а в 1894 году защитил магистерскую диссертацию «История эмбрионального развития Ixodes calcaratus».
Член Русского энтомологического общества и Санкт-Петербургского общества естествоиспытателей, член-корреспондент Русского географического общества. Летом 1891 года был отправлен от них в командировку для фаунистических исследований на Байкал в Забайкальскую область.
Принимал участие в VIII—X Съездах русских естествоиспытателей и врачей. Во время VIII съезда был членом распорядительного бюро и непременным секретарём зоологической секции. Уполномоченный II Международного конгресса по зоологии, прошедшего в Москве в 1892 году.
Начиная с 1890 года, вёл практические занятия студентов 2-го и 3-го курса по зоологии беспозвоночных и руководил занятиями в кабинете студентов, проходящих специальный курс зоотомии.
В конце 1896 года защитил докторскую диссертацию «Наблюдения над развитием Arthropoda». 1 июля 1898 года Вагнер стал экстраординарным профессором Киевского политехнического института, а через месяц — ординарным профессором сельскохозяйственного отделения. Создал при институте Зоологический кабинет. С 1899 года входил в Совет института. Проводил полевые энтомологические исследования в Полтавской, Киевской, Черниговской и Волынской губерниях, работал в Киевском обществе любителей природы. Вместе с С. Метальниковым редактировал десятитомную детскую энциклопедию, издававшуюся Сытиным в 1913—1914 годах.
Член партии кадетов, Вагнер в 1911 году подал в отставку в знак протеста против репрессий, направленных на революционно настроенных студентов и увольнения трёх преподавателей института из числа сочувствующих им. Уехал в Петербург, где работал в Зоологическом музее Академии наук. В 1913 году получил место руководителя энтомологического отдела Киевской сельскохозяйственной станции.
В 1917 году в Киеве состоял членом исполнительного комитета от Военно-промышленного комитета. В марте 1917 года вернулся в Политехнический институт, около года руководил там кафедрой энтомологии.

## Семья
- Первая жена (1889) — Е. Н. Дзвонкевич;
  - Сын — Николай Юльевич Вагнер (1893—1953) — чехословацкий зоолог[12][13].

## Работы
Учебники
- Учебник зоологии для средних учебных заведений
- Краткий учебник природоведения

Детская литература
- Рассказы о воде, о воздухе, человеке и насекомых

## Награды
- Орден Св. Анны II степени (1901)
- Орден Св. Владимира IV степени (1906)[14]